# Bizen (Okayama)
Bizen (備前市 Bizen-shi?) es una ciudad localizada en la prefectura de Okayama, Japón. En junio de 2019 tenía una población estimada de 32.987 habitantes y una densidad de población de 128 personas por km². Su área total es de 258,14 km².

## Geografía

### Localidades circundantes
- Prefectura de Okayama
  - Akaiwa
  - Mimasaka
  - Okayama
  - Setouchi
  - Wake
- Prefectura de Hyōgo
  - Akō
  - Kamigōri
  - Sayō

## Demografía
Según los datos del censo japonés, esta es la población de Bizen en los últimos años.
| Año del censo | Población |
| ------------- | --------- |
| 1995          | 44.855    |
| 2000          | 42.534    |
| 2005          | 40.241    |
| 2010          | 37.839    |
| 2015          | 35.179    |